# Theodor von Winterstein

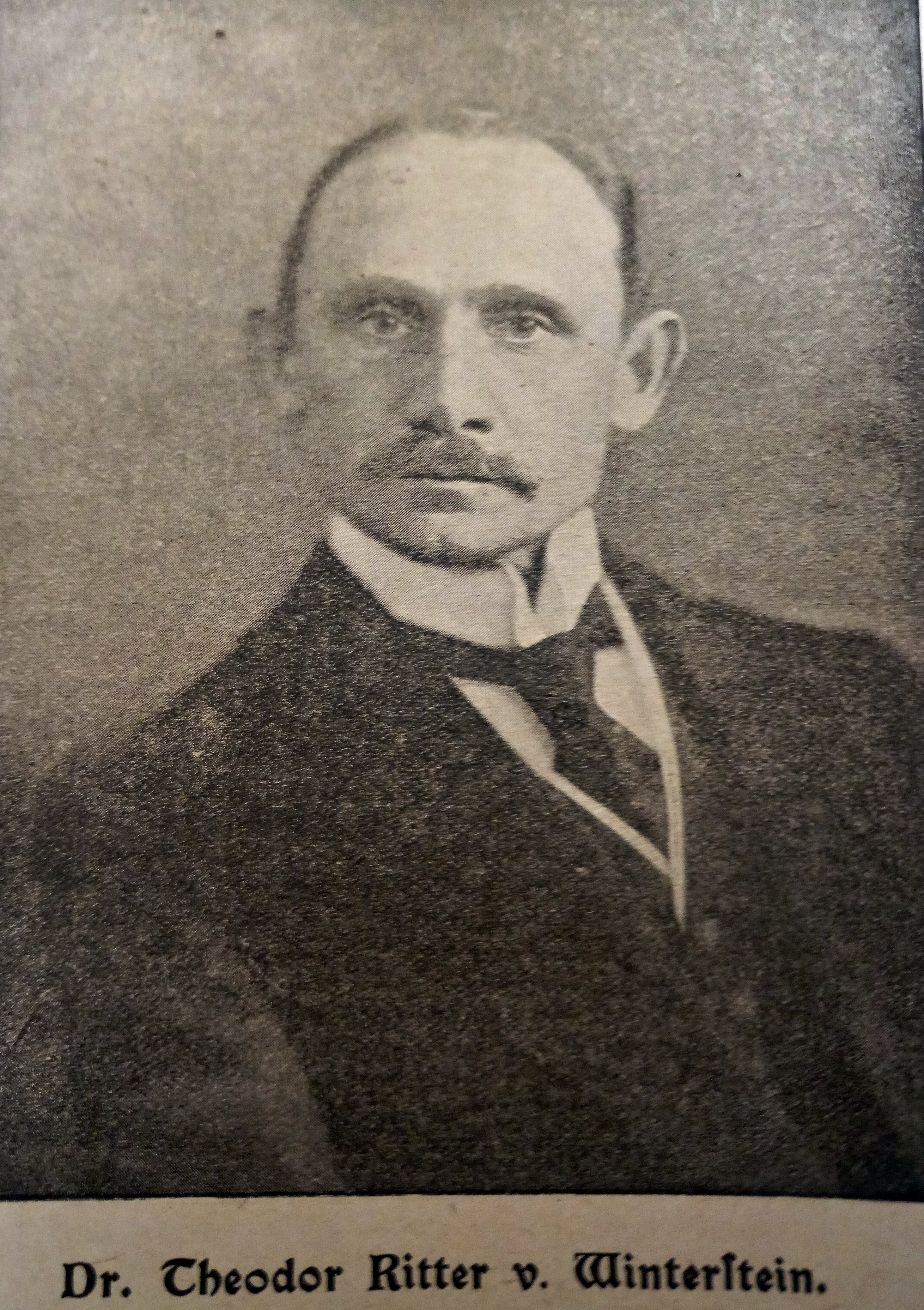
Theodor von Winterstein (1918)

Theodor Winterstein, seit 1917 Ritter von Winterstein, (* 21. Dezember 1861 in Limbach (Eltmann); †  12. Dezember 1945 in München) war ein deutscher Verwaltungsjurist in Bayern.

## Leben
Theodor Winterstein war der Sohn eines Volksschullehrers. Er studierte an der Julius-Maximilians-Universität Würzburg Rechtswissenschaft und wurde 1886 promoviert. 1888 trat er in den Staatsdienst des Königreiches Bayern ein. 1899 war er Bezirksamtmann in Roding. Ab 1905 war er im bayerischen Staatsministerium des Innern für Kirchen- und Schulangelegenheiten tätig, zuletzt als  Ministerialrat. Er setzte sich erfolgreich für die 1909 erfolgte Berufung Hugo von Tschudis als Direktor der Staatlichen Galerien in München ein. Als Ministerialdirektor wurde er durch König Ludwig III. mit dem Ritterkreuz des Verdienstordens der Bayerischen Krone beliehen. Damit verbunden war die Erhebung in den persönlichen Adelstand und er durfte sich nach der Eintragung in die Adelsmatrikel am 12. September 1917 „Ritter von Winterstein“ nennen. Im letzten Kriegsjahr wurde Winterstein zum Regierungspräsidenten der Rheinpfalz ernannt und erhielt im Juli 1918 die Ehrenpromotion der medizinischen Fakultät der Universität München.
Winterstein hatte nach dem Ersten Weltkrieg entscheidende Bedeutung für den Verbleib der Pfalz bei Bayern und damit beim Deutschen Reich. Während der Friedensverhandlungen in Versailles lag die französische 8. Armee unter General Augustin Gérard in der Pfalz. Gérard wollte die Pfalz von Bayern und vom Reich lösen und einen Pufferstaat unter französischem Protektorat errichten. Durch einen Aufstand mit Hilfe einiger Separatisten sollte die Friedenskonferenz vor vollendete Tatsachen gestellt werden. Nachdem Winterstein sich gegen die Separatisten gestellt hatte, wurde er von den Franzosen ausgewiesen. Er war Gründer der „Zentralstelle für pfälzische Angelegenheiten“ („Pfalzzentrale“) und bayerischer Staatskommissar für die Pfalz. Ab Oktober 1921 war er bis zum Eintritt in den Ruhestand im Jahr 1927 Regierungspräsident der Oberpfalz. 1927 wurde er Vorsitzender einer „Kommission für Verwaltungsvereinfachung“ in Bayern mit dem Ziel, in Bayern die Staatsverwaltung mit ihren Verwaltungsabläufen zu vereinfachen und somit Bayern auch politisch handlungsfähig zu erhalten.
Um 1941 wurde er Vorsitzender des Aufsichtsrates der Münchner Lebensversicherungsanstalt AG.